# Bitva u Cressonských pramenů
Bitva u Cressonských pramenů proběhla 1. května 1187 mezi Jeruzalémským královstvím a Ajjúbovci u místa zvaného Cressonské prameny nedaleko Nazaretu. Křižáci byli poraženi. Ze 130 rytířů bitvu přežili pouze tři včetně velmistra templářů Gérarda z Ridefortu. Velmistr johanitů Roger de Moulins padl. Ke smůle křižáků byla bitva u Cressonských pramenů jen pouze předehrou porážky daleko rozsáhlejší, a tou byla o dva měsíce později bitva u Hattínu. Než došlo k této osudné bitvě, sultán Saladin vyslal napřed na křižácké území ve směru k Tiberiadě menší vojsko vedené vojevůdcem Gökbörim, aby se pomstil za útok Renauda de Châtillon, pána Zajordánska, na muslimskou karavanu. Na vpád vojska nejrychleji zareagoval velmistr Gérard z Ridefortu, který shromáždil menší armádu, čítající templářské rytíře z posádek řádových hradů spolu s rytíři z Nazaretu, kterých bylo dohromady 130, dále 400 pěších a neznámý počet turkopolů. Křižácké vojsko se však u Cressonských pramenů nedokázalo početně ani takticky vyrovnat ajjúbovským silám a podlehlo. Johanité v bitvě přišli také o svého velmistra.
O dva měsíce později Gérard vedl templáře znovu, a to k Hattínským rohům, kde už na křižáky čekal hlavní muslimský voj vedený sultánem Saladinem. Bitva u Hattínu dopadla pro křižáky katastrofálně a Gérard z Ridefortu tentokrát padl do muslimského zajetí.